# Théorème de Coase
Le théorème de Coase est un théorème économique, énoncé dans un premier temps par George Stigler (1966), en référence à l'économiste anglais Ronald Coase pour son article « The Problem of Social Cost » (1960). Ronald Coase conteste puis accepte finalement la paternité de ce théorème qu'il est possible de résumer sous la forme de deux thèses : 
- Thèse de l'efficience : si les coûts de transaction sont nuls et si les droits de propriété sont bien définis, des individus impliqués dans une externalité négocieront de façon à obtenir une allocation efficace des ressources ;
- Thèse de l'invariance : l’affectation des ressources sera identique quelle que soit la répartition des droits de propriété.

## Illustration du théorème de Coase
L'illustration qui suit est une manière classique de présenter le théorème de Coase. Celle-ci montre qu'il est possible de trouver un accord gagnant-gagnant permettant d'obtenir une allocation efficace des ressources dans toutes les situations de coût social impliquant deux protagonistes. Toutefois, des recherches récentes montrent, à travers des illustrations similaires, que l'existence de ce type d'accord n'est plus indépendant de la distribution de droit dans le cas d'une situation de coût social impliquant plus que deux protagonistes.

### Exemple du fermier et de l'éleveur
Le raisonnement de Coase s’appuie sur un certain nombre d’exemples tirés de la jurisprudence anglaise. L'un des exemples les plus célèbres est celui d'un fermier produisant du blé et d'un éleveur produisant de la viande sur des terres contiguës. Si les champs sont non clôturés, les animaux de l'éleveur peuvent détruire les cultures du fermier voisin. Il est possible d'illustrer cette situation sous la forme d'un tableau numérique indiquant les gains et les pertes de chacun des protagonistes en fonction du niveau d'activité de l'éleveur.
| Niveau d'activité de l'éleveur | Dommages infligés au fermier | Gains nets de l’éleveur     | Somme des gains moins dommages                        |
| 0                              | 0 (Optimum pour le fermier)  | 0                           | 0                                                     |
| 1                              | 2                            | 10                          | 8                                                     |
| 2                              | 5                            | 18                          | 13 optimum social et optimum parétien (après échange) |
| 3                              | 10                           | 20                          | 10                                                    |
| 4                              | 16                           | 21 (optimum pour l'éleveur) | 5                                                     |

Cette situation peut donner lieu à deux types de droits : 
1) L'éleveur doit obtenir l'accord du fermier pour lui infliger des dommages. Dans ce cas, le fermier peut se prémunir contre tout dommage et obtenir un paiement de 0 tandis que l'éleveur ne peut s'assurer aucun gain. Un accord gagnant-gagnant optimal au sens de Pareto peut toutefois être trouvé si le fermier consent à ce que l'éleveur entreprenne son activité à un niveau de 2 contre le versement d'un dommage et intérêt d'un montant {\displaystyle x} compris entre 5 et 18. Si cet accord a lieu, le fermier obtiendra un paiement égal à {\displaystyle x-5}, correspondant au versement moins les dommages, tandis que l'éleveur obtiendra {\displaystyle 18-x}, correspondant aux gains liés à son activité, auxquels il faut soustraire le versement de dommages et intérêts. On observe, d'une part, que chacune des parties obtiendra davantage en négociant qu'en s'abstenant de négocier et, d'autre part, que la somme des paiements finaux sera bien égale à l'optimum social. 
2) L'éleveur a le droit d'exercer son activité sans obtenir l'accord du fermier. Dans ce cas, l'éleveur peut obtenir un paiement de 21 tandis que le fermier peut se voir infliger un dommage de 16. Un accord gagnant-gagnant optimal au sens de Pareto peut toutefois être trouvé si l'éleveur consent à entreprendre son activité à un niveau de 2 contre le versement d'un montant {\displaystyle x} compris entre 3 et 11 de la part du fermier. Si cet accord a lieu, l'éleveur obtiendra un paiement égal à {\displaystyle 18+x}, correspondant aux gains liés à son activité auxquels il faut ajouter le versement du fermier, tandis que le fermier obtiendra {\displaystyle -x-5}, correspondant au versement donné à l'éleveur auquel il faut encore soustraire le dommage infligé. On observe d'une part que chacune des parties obtiendra plus en négociant qu'en s'abstenant de négocier, et d'autre part que la somme des paiements finaux sera bien égale à l'optimum social.

## Concept de coût de transaction
Le concept de coût de transaction occupe une place majeure aujourd'hui en économie, notamment en économie de l'entreprise (théorie des coûts de transaction). Mais il provient initialement de l'économie publique et des travaux de Ronald Coase. On peut le définir de manière générique comme l'ensemble des coûts engendrés par la coordination entre les agents. Il peut s'agir par exemple des coûts liés à l'incertitude qui requiert que l'agent s'informe avant de réaliser une transaction économique. Il peut s'agir également des coûts liés à la négociation et à la rédaction d'un contrat.

## Signification et implications du théorème de Coase
Le point de départ de Coase est celui de l'équilibre général : dans un monde (fictif) où il n'existerait pas de coûts de transaction et où les droits de propriété seraient bien définis, le marché établirait un équilibre Pareto-optimal. De ce fait, l'intervention de l'État en matière économique et juridique ne se justifierait pas.
Cependant, étant donné que dans le monde réel il existe des coûts de transaction, les processus de marché purs ne peuvent pas être Pareto efficients. Dans ce cas, l'intervention étatique peut se justifier par la théorie économique, mais seulement à deux conditions :
1. il faut d'une part que les coûts de transaction engendrés par la réglementation soient eux-mêmes inférieurs aux coûts de transaction engendrés par les autres solutions n'impliquant pas l'intervention de l'État ;
2. il faut d'autre part que l'action produise des bénéfices supérieurs à ces coûts de transaction, sans quoi l'intervention de l'État engendrerait une perte nette.

La transaction qui peut se définir comme « le transfert de droits (de propriété, de décision, de bénéfice) entre des entités technologiquement séparables » est considérée comme une unité fondamentale pour la nouvelle économie institutionnelle.

## Usages au sein des sciences économiques
Le théorème de Coase fait partie aujourd'hui des concepts principaux de la science économique. Il a marqué la naissance, en économie publique, du courant de l'économie néo-institutionnelle et, de manière plus générale, a donné naissance, via le concept de coût de transaction, à la nouvelle économie institutionnelle (Williamson, North etc.). Sa principale implication est d'indiquer que, dans le contexte de la théorie économique, même en cas de défaillance du marché (externalité, bien collectif, monopole naturel), l'intervention de l'État ne doit pas forcément être automatique.